# Fontaine du Vieux-Mazel
La fontaine du Vieux-Mazel est une fontaine de la ville de Vevey, dans le canton de Vaud en Suisse. Elle se trouve au pied de la tour Saint-Jean, et donne sur une placette dite anciennement du Vieux-Mazel, devenue depuis place Saint-Jean.

## Historique
Appartenant au complexe de bâtiments qui intègrent la tour Saint-Jean, l’ancien hôpital médiéval, l’ancienne maison de ville et l’imposant hôtel de ville du XVIIIe siècle, cette fontaine monumentale remplace en 1778 un bassin plus ancien. Elle est réalisée par le marbrier veveysan Jean-François Doret selon un projet mis au net par le peintre Michel-Vincent Brandoin. Son décor antiquisant, notamment les têtes de lionnes coiffées d’un voile (que l’on observe également à la fontaine de la tour de l’Horloge, dite aussi Fontaine orientale), est à l'époque nouveau dans la région et reflète l’égyptomanie alors en vogue ans les grands centres artistiques européens.

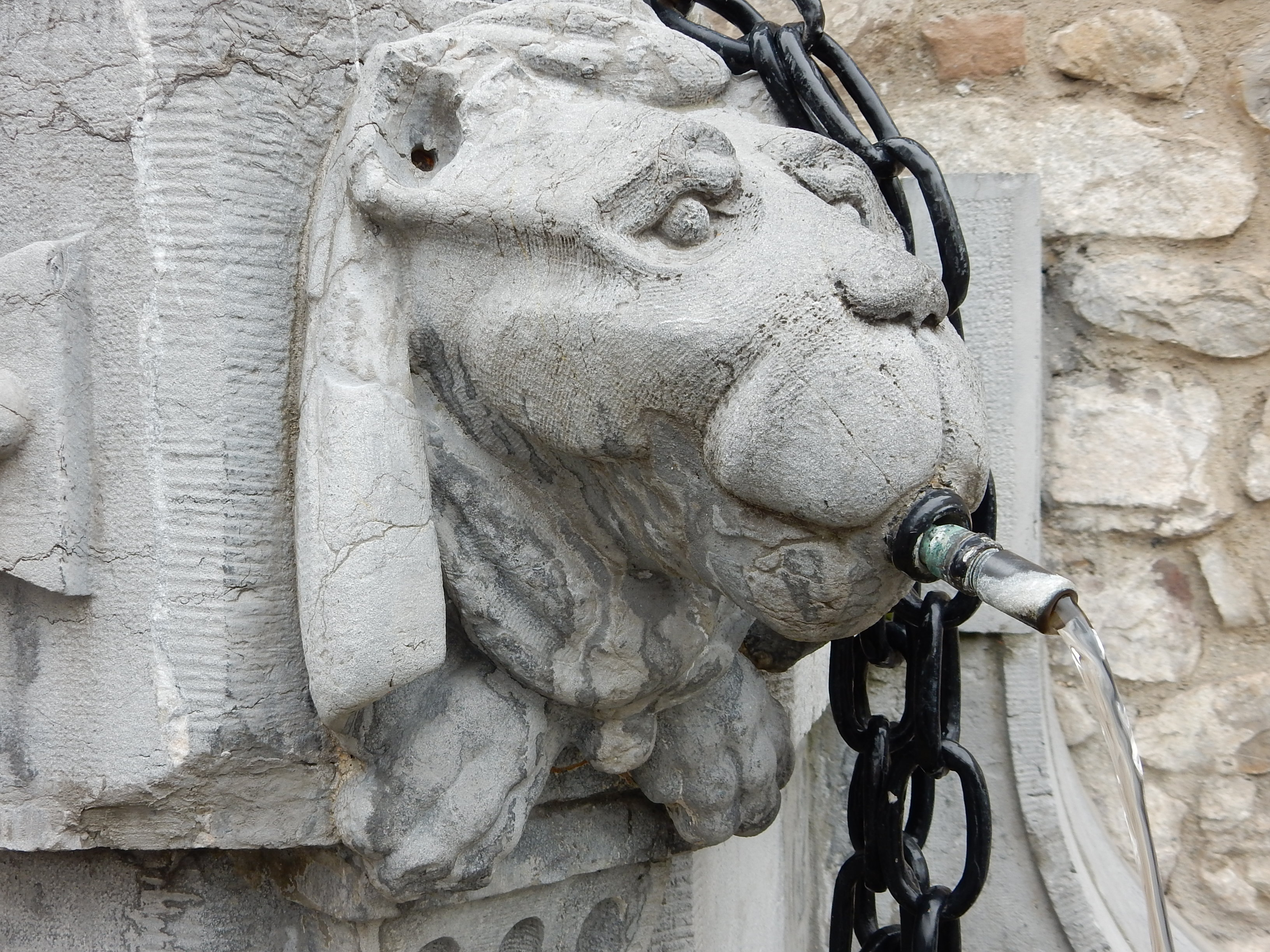
Vevey, fontaine du Vieux-Mazel, tête de lionne coiffée d'un voile

La fontaine est classée monument historique en 1954. Elle est également répertoriée, comme l'ensemble de la tour, comme bien culturel suisse d'importance nationale.